# Кошеверова Надія Миколаївна
Надія Миколаївна Кошеве́рова (1902—1989) — радянський кінорежисер-казкар. Заслужений діяч мистецтв РСФСР (1966).

## Біографія
Надія Миколаївна Кошеверова народилася у Санкт-Петербурзі 23 вересня 1902 року.
В 1923 році закінчила акторську школу при петроградському театрі «Вольная комедия» і до 1928 року була актрисою у театрах Ленінграда (у тому числі і в Ленінградському театрі сатири у М. П. Акімова. Навчалася у кіномайстерні Фабрики эксцентричного актора (ФЭКС) (1925—1928).
З 1929 року Надія Кошеверова працювала на «Ленфільмі», де почала кар'єру асистентом режисера на стрічках про Максима — «Повернення Максима» (1937), «Юність Максима» (1934), «Виборзька сторона» (1938).
Перший фільм (який не зберігся) «Якось восени» зняла у 1937 році, а перший успіх прийшов до неї після виходу на екран відзнятої спільно з Ю. О. Музикантом у 1939 році ліричної комедії «Арінка».
До початку Другої світової війни молодому режисеру вдалося зняти стрічку «Галя» — фільм про фінську війну, заборонений до показу.
Вперше до жанру казки, який став її основним творчим напрямком, Надія Кошеверова звернулася у 1944 році. Дебютом у цьому жанрі став фільм-опера «Черевички» за однойменною оперою Чайковського, знятий спільно з режисером М. Г. Шапіро.
У 1947 році приголомшливий успіх отримав фільм «Попелюшка» — блискучий сценарій Є. Л. Шварца, оформлення М. П. Акімова, з геніальною влучністю підібраний склад акторів отримали визнання у глядача, критиків і увійшли в історію вітчизняного кіно. Продовжуючи роботу як комедіограф «Шофер мимоволі», «Обережно, бабусю!», Кошеверова намагалася зберігати вірність її улюбленому жанру традиційної чарівної казки для дітей.
Останньою її режисерською роботою стала картина 1987 року «Казка про закоханого маляра».
Режисер померла у Москві 22 лютого 1989. Похована на кладовищі у селищі Комарово біля Санкт-Петербургу.

## Сім'я
Перша дружина народного артиста СРСР Миколи Акімова.
Разом с Акімовим працювала над фільмами Попелюшка і Тіні.
Другий чоловік — відомий радянський оператор-постановник А. М. Москвін. У цьому шлюбі є син Микола Москвін (1935—1995).

## Фільмографія

### Художні фільми
- 1939 — Аринка
- 1940 — Галя
- 1944 — Черевички
- 1947 — Попелюшка
- 1953 — Весна у Москві
- 1953 — Тіні
- 1954 — Приборкувачка тигрів
- 1956 — Медовий місяць
- 1958 — Шофер мимоволі
- 1960 — Обережно, бабусю!
- 1963 — Каїн XVIII
- 1966 — Сьогодні — новий атракціон
- 1968 — Стара, стара казка
- 1971 — Тінь
- 1974 — Царевич Проша
- 1977 — Як Іванко-дурник за дивом ходив
- 1979 — Соловей
- 1982 — Шкура віслюка
- 1984 — І ось прийшов Бумбо…
- 1987 — Казка про закоханого маляра

### Сценарії
- 1944 — Черевички
- 1953 — Весна у Москві